# Gerhard Schulz (Staatssekretär)
Gerhard Schulz (* 1966) ist ein deutscher parteiloser politischer Beamter und Manager. Er war von März 2018 bis Februar 2019 beamteter Staatssekretär beim Bundesministerium für Verkehr und digitale Infrastruktur. Seit März 2019 ist er Vorsitzender der Geschäftsführung der Toll Collect GmbH. Wegen seiner Tätigkeiten im Zusammenhang mit der LKW- und der Pkw-Maut in Deutschland erhielt Schulz den Spitznamen „Mister Maut“.

## Leben und Beruf
Schulz studierte Rechtswissenschaften und promovierte 1995 an der Freien Universität Berlin.
1995 begann Gerhard Schulz seine Laufbahn als Referent in der Verkehrspolitischen Grundsatzabteilung im Bundesverkehrsministerium. Von 2005 bis 2011 war er Referatsleiter. 2014 übernahm er die Leitung der Abteilung Grundsatzangelegenheiten.
Im März 2018 wurde sein Wechsel vom Leiter der Abteilung Grundsatzangelegenheiten zum beamteten Staatssekretär bekannt. Im Mai 2018 erfolgte seine Aufnahme in den Aufsichtsrat der Flughafen Berlin Brandenburg GmbH.
Das ARD-Magazin Panorama warf ihm in einer Reportage vor, er habe zugunsten der Toll Collect GmbH gegenüber der Staatsanwaltschaft Berlin interveniert, als diese ein Ermittlungsverfahren wegen des Verdachts des Betrugs gegen Verantwortliche bei Toll Collect eingeleitet hatte. Ein vorher gefeuerter Mitarbeiter hatte diese Vorwürfe gegenüber der Staatsanwaltschaft publik gemacht; Toll Collect bestreitet die Vorwürfe.
Zum 1. März 2019 wechselte Schulz in die Leitung der Toll Collect GmbH. Als Beamter auf Lebenszeit wurde er bei seinem Wechsel zur Toll Collect GmbH als Staatssekretär ohne Bezüge beurlaubt. Nach seinem Wechsel zur Toll Collect GmbH wurde Schulz Vorsitzender der Geschäftsführung, behielt aber gleichzeitig seinen Aufsichtsratsposten der Flughafen Berlin Brandenburg GmbH.
Schulz geriet wegen seiner Rolle beim Versuch, die gescheiterte PKW-Maut zu realisieren, neben Minister Andreas Scheuer auch persönlich ins Zentrum der Kritik. Im Mai 2022 wurde bekannt, dass die Staatsanwaltschaft Berlin wegen des Anfangsverdachts der falschen uneidlichen Aussage in Zusammenhang mit der Pkw-Maut ein Ermittlungsverfahren gegen Schulz und Scheuer eingeleitet hat. Im Mittelpunkt der Vorwürfe stehen widersprüchliche Aussagen der damaligen Ministeriumsspitze und der Mautbetreiberfirmen vor dem Untersuchungsausschuss des Bundestages, der die Affäre aufklären sollte. Im August 2025 wurden Schulz und Scheuer von der Staatsanwaltschaft Berlin wegen des Verdachts einer falschen uneidlichen Aussage vor einem Untersuchungsausschuss beim Landgericht Berlin I angeklagt.